# کوگیو بونین
کوگیو بونین (به ژاپنی: 公卿補任 ぎょうぶにん)، این یک دفتر ثبت کارکنان است که اسامی مقامات عالی‌رتبه دربار امپراتوری را ذکر می‌کند و یکی از منابع اساسی تاریخ ژاپن است. مواضع رسمی دربار امپراتوری برای هر سال فهرست شده است. اسامی کسانی را که از درجه سوم پایین‌تر یا بالاتر هستند و معادل با اشراف درباری نامیده می‌شوند، فهرست شده است، مانند دایجودایجین، نایب‌السلطنه (سشّو)، کانپاکو، وزیر چپ، وزیر راست، وزیر کشور، دایناگون، چوناگون، شوراها و غیر شوراها به ترتیب سمت‌های رسمی خود. از نام واقعی شخص استفاده می‌شود و خاندان فوجی‌وارا به‌جای «فوجی‌وارا» به اختصار «فوجی○○» نامیده می‌شود. در زیر نام هر فرد، سال تولد و فوت، ترفیع و انتصاب و … درج شده است. کتاب کوکوشی تائیکی شامل دوره ای از دوره امپراتور جینمو تا سال اول عصر میجی است.
نویسنده و سال ایجاد کوگیو بونین ناشناخته است، اما گمان می‌رود که او قسمت‌های بعدی را بر اساس «ریکیونکی» 歴運記」 که در سال ۸۱۱ گردآوری شده است، اضافه کرده است.